# 長野市立戸隠中学校
長野市立戸隠中学校（ながのしりつ とがくしちゅうがっこう）は、長野県長野市戸隠豊岡に所在する公立中学校。通称は戸隠中（とがくしちゅう）。

## 概要
1979年（昭和54年）に旧戸隠村立柵中学校と旧戸隠村立戸隠中学校を統合したことを始めとする長野市立中学校。
所在地：長野県長野市戸隠豊岡2960

## 沿革
- 1971年（昭和46年）5月 - 統合中学校建設促進委員会が発足。
- 1977年（昭和52年）
  - 6月 - 統合中学校建設委員会が発足。
  - 9月 - 校舎棟の建設工事が着工。
- 1978年（昭和53年）8月 - 旧戸隠村立柵中学校生徒の作品を校章として採用。
- 1979年（昭和54年）
  - 2月 - 旧戸隠村立柵中学校と旧戸隠村立戸隠中学校で閉校式を挙行。
  - 4月 - 統合中学校の竣工式及び開校式を挙行。
  - 8月 - プールの竣工式を挙行。
- 1980年（昭和55年）
  - 2月 - 学校給食優良校として長野県教育委員会より表彰。
  - 2月 - 巣箱架設コンクールで県知事賞を受賞。
  - 2月 - 県林業関係コンクールの野鳥巣箱製作の部で知事賞。
- 1982年（昭和57年）
  - 5月 - 野生鳥獣愛護校として林野庁長官より表彰。
  - 日本野鳥会より表彰。
- 1987年（昭和62年）
  - 9月 - 戸隠村合併30周年記念式典を挙行。
  - 11月 - 増築校舎の竣工式を挙行。
- 1988年（昭和63年）4月 - 学級農園を開始。
- 1990年（平成2年）4月- LL教室を設置。
- 1991年（平成3年）- パソコン室を設置。
- 2005年（平成17年）1月 - 戸隠村の長野市編入に伴い校名を戸隠村立戸隠中学校から長野市立戸隠中学校に変更。

## 学級数・生徒数
データは令和4年度のもの。
凡例：- …データ無し
|        | 第1学年 | 第2学年 | 第3学年 | 合計 |
| ------ | ------- | ------- | ------- | ---- |
| 生徒数 | 15      | 19      | 17      | 51   |
| 学級数 | -       | -       | -       | 5    |

## 通学区域
長野市支所設置条例の別表に掲げられている戸隠支所の所管区域が通学区域となる。戸隠支所の所管区域は以下の通り。
戸隠、戸隠豊岡、戸隠栃原、戸隠祖山
また、同じ通学区域を有する長野市立小学校は長野市立戸隠小学校。

## 通学手段
長野市立戸隠中学校の通学区域は広域に及ぶため、遠方に居住する生徒は長野市コミュニティバスやスクールタクシーを利用して通学している。